# Villanuova sul Clisi
Villanuova sul Clisi est une commune italienne de la province de Brescia, dans la région Lombardie.

## Administration
| Période                                  | Période | Identité | Étiquette | Qualité |
| ---------------------------------------- | ------- | -------- | --------- | ------- |
|                                          |         |          |           |         |
| Les données manquantes sont à compléter. |         |          |           |         |

## Jumelages
- Trébeurden (France)

### Hameaux
Berniga, Bondone, Bostone, Canneto, Mezzane, Peracque, Ponte Pier, Valverde

### Communes limitrophes
Gavardo, Roè Volciano, Sabbio Chiese, Vobarno